# Peritonite
La peritonite è un'infiammazione della membrana sierosa che riveste i visceri e la cavità peritoneale che può colpire sia l'uomo sia gli animali.

## Classificazione
Le peritoniti si distinguono in base a vari criteri:
- alla durata e alla gravità: acuta o cronica[3]
- alla diffusione: localizzata, libera o diffusa
- alla localizzazione: centrale o periferica[4]

- all'origine: primaria, secondaria o terziaria[1]

La peritonite localizzata, come dice il nome stesso, interessa una regione specifica, mentre la peritonite diffusa riguarda tutta la cavità addominale. La peritonite libera invece è lo stadio intermedio tra quella localizzata e quella diffusa.
Si parla di peritonite centrale quando l'infiammazione si diffonde tra le anse dell'intestino tenue, mentre la peritonite periferica, come dice il nome stesso, interessa le regioni periferiche della cavità addominale.
La peritonite primaria avviene senza che batteri vengano immessi direttamente nella cavità addominale per traumi perforanti o interventi chirurgici, mentre la peritonite secondaria si accompagna traumi, perforazioni o interventi chirurgici. La peritonite secondaria può inoltre essere a sua volta classificata come: da migrazione, per continuità (la più pericolosa) e metastatica da perforazione.
Il termine peritonite terziaria descrive invece i casi di peritonite che persistono o si ripresentano nonostante il trattamento di un peritonite secondaria.

## Storia
Il termine peritonite venne coniato da William Cullen di Edimburgo nel 1776 che tuttavia non ritenne molto importante stabilire una diagnosi esatta poiché:
La convinzione circa l'inutilità dell'intervento chirurgico una volta insorta la peritonite rimase poi fino alla fine del 1800.

## Epidemiologia
La peritonite primaria si presenta principalmente in pazienti affetti da cirrosi epatica e asciti, inclusa l'ascite da sindrome nefrosica. Rari casi di peritonite primaria in assenza di cirrosi epatica o nefrosi sono stati riscontrati per lo più nei bambini. In linea generale la peritonite primaria si sviluppa in soggetti ad elevato rischio infettivo: immunodespressi, affetti da malattie autoimmuni, nefropatia ed epatopatia cronica.
I pazienti affetti da AIDS, cirrosi, diabete mellito e neoplasia maligna hanno un rischio maggiore di sviluppare la peritonite tubercolare.

## Patogenesi
Esistono diverse cause per l'insorgenza di una peritonite:
- ulcera peptica perforata
- ulcera intestinale perforata
- perforazione intestinale da corpi estranei
- perforazione di una cisti ovarica
- appendicite
- diverticolite
- colecistite acuta
- pacreatite
- occlusione intestinale
- aneurisma dell'aorta addominale
- ischemia intestinale
- rottura di una gravidanza ectopica
- traumi addominali con perforazione
- lesione o perforazione della cistifellea
- colangite purulenta
- infezioni epato-biliari
- infezioni pancreatiche
- infezioni alla milza
- infezioni ai linfonodi
- infezioni dell'apparato uro-genitale
- infezioni toraciche che si trasmettono per via linfatica attraverso il diaframma
- necrosi del tessuto adiposo
- alterazioni infiammatorie della parete addominale
- neoplasie
- sindromi paraneoplastiche
- cause associate all'AIDS[6]
- deiscenza anastomotica

In generale dunque la peritonite può essere causata da:
- sostanze chimiche
- infezioni batteriche

Nelle peritoniti causate da infezioni batteriche si trovano più frequentemente streptococchi, stafilococchi, enterococchi e bacilli anaerobi, mentre solo in casi rari può essere causata da pneumococchi, batteri influenzali, del tifo o gonococchi. Non tutte le infezioni batteriche portano a peritonite ma batteri molto virulenti la causano sicuramente. Anche le sole tossine batteriche possono causare l'essudazione. La peritonite tubercolare è un'infezione extrapolmonare poco comune causata da M. tubercolosis.
Un caso particolare di peritonite primaria è peritonite batterica spontanea (PBS) che colpisce tra il 10 e il 30% dei pazienti affetti da cirrosi con ascite.
La peritonite secondaria chirurgica è il risultato di un processo infiammatorio della cavità peritoneale derivante da infiammazione, perforazione o gangrena di una struttura intraddominale o retroperitoneale.
La peritonite da Candida è comunemente polimicrobica e può conseguire ad intervento chirurgico intestinale o a perforazione. Nei pazienti in dialisi ambulatoriale peritoneale continua, si sviluppa generalmente come un'infezione tardiva dopo precedenti episodi di peritonite batterica.

### Complicanze
La peritonite ha serie ripercussioni generali che si riassumono in ipovolemia e sepsi. L'ipovolemia insorge a causa di una perdita idro-elettrolitica nel lume intestinale, che causa un ileo paralitico; il richiamo di liquidi dal compartimento extracellulare aggrava disidratazione e ipovolemia. Si forma trasudato che talvolta muta e cambia in essudato formando così ingenti sequestri di liquidi e proteine in caso di essudato. La sepsi e la tossiemia è dovuta all'assorbimento di tossine e mediatori della flogosi che possono così esercitare la loro azione a livello sistemico con conseguente grave instabilità emodinamica causando talvolta stati di shock.

## Anatomia patologica
Nell'essudato sono presenti grandi quantità di macrofagi mononucleari che derivano dall'omento. A volte nella peritonite acuta, le vie linfatiche intorno ai plessi nervosi della parete addominale possono contenere masse filamentose o granulari di essudato. Sono spesso presenti forme diverse di essudato in rapporto al grado di diffusione.
Nella peritonite diffusa in pieno sviluppo l'essudato che fuoriesce dai vasi sanguigni è fibrinoso in principio o durevolmente, filante come la tela di un ragno, con membrane o liquido: sieroso, sieroemorragico sieroso torbido, sierofibrinoso, fibrinoso purulento, purulento o purulento icoroso.
La peritonite da corpi estranei può manifestarsi sotto forma di granulomi irregolarmente disseminati simili a quelli tubercolari attorno al corpo estraneo stesso che viene circondato da cellule giganti.
La peritonite terziaria è associata ad una flora microbica peritoneale caratterizzata dalla presenza di funghi e di altri commensali. Essi vengono utilizzati come marker poiché in realtà non sono la causa della peritonite terziaria. La loro presenza riflette anche il grado di immunodepressione globale del paziente favorendo la superinfezione dell'addome riesplorato da parte di agenti patogeni resistenti agli antibiotici somministrati.

## Clinica

### Segni e sintomi
I soggetti in terapia immunosoppressiva e antinfiammatoria (es. glucocorticoidi o farmaci chemioterapici) potrebbero avere una percezione attenuata del dolore e segni minimi di irritazione peritoneale.
Il paziente affetto da peritonite chirurgica rimane solitamente immobile poiché ogni movimento peggiora fortemente il dolore. Si riscontra generalmente una febbre (37,7°C o superiore), nonché tachicardia. L'ipotensione viene solitamente riscontrata con il progredire della malattia e accompagna la sepsi. L'assenza di ottusità epatica rilevabile tramite percussione suggerisce la presenza di aria libera nell'addome
La peritonite diffusa in pieno sviluppo si presenta con ventre gonfio che dà un suono timpanico, con anse intestinali che protudono, grosse, fluttuanti,  piene di feci poco dense e gonfie per meteorismo che al tatto risultano viscide, grasse o saponose. La membrana sierosa è fortemente iniettata, arrossata e talvolta coperta di numerosi punti emorragici per paralisi tossica centrale dei vasi del territorio splancnico. Di frequente risulta edematosa e torbida con un lieve velo di essudato grigio, giallo-grigio o rosso-giallo che diventa visibile a seguito di raschiamento. Nelle forme acute più gravi l'essudato può addirittura mancare. Masse di essudato possono essere incapsulate da adesioni fibrinose delle anse intestinali.
La peritonite da gonococchi è spesso circoscritta e relativamente benigna, mentre nella peritonite ulcerosa si possono venire a formare ascessi al di fuori del peritoneo. La peritonite cronica invece può portare può anche portare ad un ispessimento e un raggrinzimento del peritoneo che appare bianco e duro come un tendine, specialmente sull'omento e sul mesentere.
La peritonite fibrosa cronica locale viene comunemente osservata nella regione del fegato in pazienti affetti da sifilide e tubercolosi del fegato, cirrosi epatica, calcoli biliari, nella regione della milza e del bacino nelle donne in seguito a infiammazione dei genitali, puerperio, aborto, endometriosi e salpingite gonorroica.
Nella peritonite da Candida il paziente presenta dolore addominale e febbre.
La peritonite terziaria si manifesta clinicamente come sindrome da risposta infiammatoria sistemica (SIR) accompagnata da sindrome da disfunzione multiorgano (MODS).
I pazienti con cirrosi epatica o ascite potrebbero non mostrare segni di dolorabilità in caso di peritonite batterica spontanea, a meno che il peritoneo parietale non venga coinvolto nel processo infiammatorio.

### Esami di laboratorio e strumentali
Il risultato di laboratorio più comune per la peritonite in un paziente immunocompetente consiste nell'aumento dei globuli bianchi. La presenza in circolo di globuli bianchi immaturi riflette un incremento nella produzione di globuli bianchi da parte del midollo osseo. Possono inoltre essere presenti acidosi metabolica, emoconcentrazione e azotemia prerenale.
La diagnosi di peritonite secondaria di basa sulla storia clinica, l'esame obiettivo, indagini radiologiche e interventi esplorativi.
In alcuni casi si può rilevare aria libera con una radiografia del torace in posizione eretta o con una radiografia addominale in posizione eretta o seduta, ma la diagnosi di pneumoperitoneo con la radiografia ha una sensibilità limitata in caso di perforazione intestinale. L'ecografia può essere d'aiuto per rilevare la presenza di ascessi, dilatazione dei dotti biliari e grandi accumuli di liquidi.
La tomografia computerizzata (TC) dell'addome o del bacino, generalmente effettuata con mezzo di contrasto orale - a volte rettale - ed endovenoso, viene indicata come test di imaging più sensibile e specifico in caso di dolore addominale acuto. La TC è molto più sensibile della radiografia nel rilevare aria libera nell'addome e con una TC multistrato è possibile visualizzare il punto esatto di una perforazione.
Nei pazienti per i quali la storia clinica e 'esame obiettivo non sono affidabili, la TC e il lavaggio peritoneale sono molto utili per confermare la diagnosi.
Nel caso di sospetta peritonite pelvica il paziente viene sottoposto a esami rettali e pelvici. La presenza di segni a livello dell'ileopsas e del muscolo otturatore può essere d'aiuto nel diagnosticare infiammazioni e ascessi retroperitoneali o pelvici.
La diagnosi viene confermata con laparatomia o laparoscopia nel momento in cui si rileva una peritonite purulenta fibrinosa.

## Trattamento

### Trattamento chirurgico
Il trattamento delle peritonite secondaria prevede la rimozione chirurgica della causa.

### Trattamento farmacologico
La peritonite primaria viene trattata senza intervento chirurgico, tramite l'utilizzo di antibiotici mirati. Nella maggior parte dei casi di peritonite secondaria chirurgica il primo intervento consiste sempre nell'idratazione e nella terapia antibiotica.
Gli analgesici solitamente non eliminano le caratteristiche della peritonite all'esame obiettivo, ma possono alleviare il dolore. È stato infatti dimostrato che la somministrazione di analgesici non ha effetto sull'accuratezza della diagnosi.

### Prognosi
In linea generale, la mortalità dovuta alla peritonite può arrivare al 30%, con appendicite e ulcera duodenale perforata che presentano minore mortalità (≈10%) e peritonite post-operatoria con maggiore mortalità (≈50%).
Nonostante il moderno approccio alla diagnosi e al trattamento della peritonite secondaria chirurgica, rimane alta la mortalità per alcuni gruppi di pazienti, specialmente gli anziani e quelli affetti da insufficienza multiorgano preesistente.